# Hugo-díjas forgatókönyvek (rövid formátum)
A Hugo-díj-at 1955-ben osztották ki először.
2003-tól kettéosztották a forgatókönyv díjakat.

## Győztesek és jelöltek
| Év   | Győztes                                                                                  | Győztes                                                                           | Győztes                                                     | További jelöltek                                                    | További jelöltek               | További jelöltek                                                                                       |
| Év   | Cím                                                                                      | Sorozat                                                                           | Író                                                         | Cím                                                                 | Sorozat                        | Író |
| ---- | ---------------------------------------------------------------------------------------- | --------------------------------------------------------------------------------- | ----------------------------------------------------------- | ------------------------------------------------------------------- | ------------------------------ | --- |
| 2010 | „A Mars vizei” (The Waters of Mars)                                                      | Ki vagy, Doki?                                                                    | Russell T Davies és Phil Ford                               | „A másik Doktor” (The Next Doctor)                                  | Ki vagy, Doki?                 | Russell T Davies                                                                                       |
| 2010 | „A Mars vizei” (The Waters of Mars)                                                      | Ki vagy, Doki?                                                                    | Russell T Davies és Phil Ford                               | „A holtak bolygója” (Planet of the Dead)                            | Ki vagy, Doki?                 | Russell T Davies és Gareth Roberts                                                                     |
| 2010 | „A Mars vizei” (The Waters of Mars)                                                      | Ki vagy, Doki?                                                                    | Russell T Davies és Phil Ford                               | „Káosz” (Epitaph One)                                               | Dollhouse                      | Maurissa Tancharoen, Jed Whedon és Joss Whedon                                                         |
| 2010 | „A Mars vizei” (The Waters of Mars)                                                      | Ki vagy, Doki?                                                                    | Russell T Davies és Phil Ford                               | „No More Good Days”                                                 | FlashForward                   | David S. Goyer, Brannon Braga és Robert J. Sawyer                                                      |
| 2009 | „Dr. Horrible’s Sing-Along Blog”                                                         |                                                                                   | Joss Whedon, Zack Whedon, Jed Whedon és Maurissa Tancharoen | „Revelations”                                                       | Csillagközi romboló            | Bradley Thompson és David Weddle                                                                       |
| 2009 | „Dr. Horrible’s Sing-Along Blog”                                                         | „A kihalt könyvtár” (Silence in the Library)/„Holtak erdeje” (Forest of the Dead) | Joss Whedon, Zack Whedon, Jed Whedon és Maurissa Tancharoen | Ki vagy, Doki?                                                      | Steven Moffat                  | |
| 2009 | „Dr. Horrible’s Sing-Along Blog”                                                         | „A másik út” (Turn Left)                                                          | Joss Whedon, Zack Whedon, Jed Whedon és Maurissa Tancharoen | Ki vagy, Doki?                                                      | Russell T Davies               | |
| 2009 | „Dr. Horrible’s Sing-Along Blog”                                                         | „Az állandó” (The Constant)                                                       | Joss Whedon, Zack Whedon, Jed Whedon és Maurissa Tancharoen | Lost                                                                | Carlton Cuse és Damon Lindelof | |
| 2008 | „Pislantás” (Blink)                                                                      | Ki vagy, Doki?                                                                    | Steven Moffat                                               | „A penge” (Razor)                                                   | Csillagközi romboló            | Michael Taylor                                                                                         |
| 2008 | „Pislantás” (Blink)                                                                      | Ki vagy, Doki?                                                                    | Steven Moffat                                               | „Emberbőrben” (Human Nature)/„A Vércsalád” (The Family of Blood)    | Ki vagy, Doki?                 | Paul Cornell                                                                                           |
| 2008 | „Pislantás” (Blink)                                                                      | Ki vagy, Doki?                                                                    | Steven Moffat                                               | „World Enough and Time”                                             | Star Trek New Voyages          | Michael Reaves, Marc Scott Zicree                                                                      |
| 2008 | „Pislantás” (Blink)                                                                      | Ki vagy, Doki?                                                                    | Steven Moffat                                               | „A kapitány titka” (Captain Jack Harkness)                          | Torchwood                      | Catherine Tregenna                                                                                     |
| 2007 | „Parókás intrikák” (The Girl in the Fireplace)                                           | Ki vagy, Doki?                                                                    | Steven Moffat                                               |                                                                     |                                | |
| 2007 | „Parókás intrikák” (The Girl in the Fireplace)                                           | Ki vagy, Doki?                                                                    | Steven Moffat                                               | „Downloaded”                                                        | Csillagközi romboló            | Bradley Thompson és David Weddle                                                                       |
| 2007 | „Parókás intrikák” (The Girl in the Fireplace)                                           | Ki vagy, Doki?                                                                    | Steven Moffat                                               | „A szellemhadsereg” (Army of Ghosts)/„A végítélet napja” (Doomsday) | Ki vagy, Doki?                 | Russell T. Davies                                                                                      |
| 2007 | „Parókás intrikák” (The Girl in the Fireplace)                                           | Ki vagy, Doki?                                                                    | Steven Moffat                                               | „Osztálytalálkozó” (School Reunion)                                 | Ki vagy, Doki?                 | Toby Whithouse                                                                                         |
| 2007 | „Parókás intrikák” (The Girl in the Fireplace)                                           | Ki vagy, Doki?                                                                    | Steven Moffat                                               | „200”                                                               | Csillagkapu                    | Brad Wright, Robert C. Cooper, Joseph Mallozzi, Paul Mullie, Carl Binder, Martin Gero, Alan McCullough |
| 2006 | „Bombameglepetés” (The Empty Child)/„A mutáns gázálarcosok támadása” (The Doctor Dances) | Ki vagy, Doki?                                                                    | Steven Moffat                                               | „Pegasus”                                                           | Csillagközi romboló            | Anne Cofell Saunders                                                                                   |
| 2006 | „Bombameglepetés” (The Empty Child)/„A mutáns gázálarcosok támadása” (The Doctor Dances) | Ki vagy, Doki?                                                                    | Steven Moffat                                               | „Az ősellenség” (Dalek)                                             | Ki vagy, Doki?                 | Robert Shearman                                                                                        |
| 2006 | „Bombameglepetés” (The Empty Child)/„A mutáns gázálarcosok támadása” (The Doctor Dances) | Ki vagy, Doki?                                                                    | Steven Moffat                                               | „Apák napja” (Father’s Day)                                         | Ki vagy, Doki?                 | Paul Cornell                                                                                           |
| 2006 | „Bombameglepetés” (The Empty Child)/„A mutáns gázálarcosok támadása” (The Doctor Dances) | Ki vagy, Doki?                                                                    | Steven Moffat                                               | „Furi-támadás” (Jack-Jack Attack)                                   | Pixar-rövidfilm                | Brad Bird                                                                                              |
| 2006 | „Bombameglepetés” (The Empty Child)/„A mutáns gázálarcosok támadása” (The Doctor Dances) | Ki vagy, Doki?                                                                    | Steven Moffat                                               | „Lucas Back in Anger”                                               |                                | Phil Raines és Ian Sorensen                                                                            |
| 2006 | „Bombameglepetés” (The Empty Child)/„A mutáns gázálarcosok támadása” (The Doctor Dances) | Ki vagy, Doki?                                                                    | Steven Moffat                                               | „Prix Victor Hugo Awards Ceremony”                                  |                                | Paul J. McAuley és Kim Newman                                                                          |
| 2005 | "33"                                                                                     | Galactica                                                                         | Ronald D. Moore                                             | "Not Fade Away"                                                     | Angel                          | Jeffrey Bell és Joss Whedon                                                                            |
| 2005 | "33"                                                                                     | Galactica                                                                         | Ronald D. Moore                                             | "Smile Time"                                                        | Angel                          | Joss Whedon és Ben Edlund                                                                              |
| 2005 | "33"                                                                                     | Galactica                                                                         | Ronald D. Moore                                             | "Pilot"                                                             | Lost                           | Jeffrey Lieber, J. J. Abrams és Damon Lindelof                                                         |
| 2005 | "33"                                                                                     | Galactica                                                                         | Ronald D. Moore                                             | "Heroes"                                                            | Csillagkapu                    | Robert C. Cooper                                                                                       |
| 2004 | "Gollum's"                                                                               | N/A                                                                               | Fran Walsh, Philippa Boyens, és Peter Jackson.              | "Chosen"                                                            | Buffy, a vámpírok réme         | Joss Whedon                                                                                            |
| 2004 | "Gollum's"                                                                               | N/A                                                                               | Fran Walsh, Philippa Boyens, és Peter Jackson.              | "Heart of Gold"                                                     | Firefly                        | Brett Matthews                                                                                         |
| 2004 | "Gollum's"                                                                               | N/A                                                                               | Fran Walsh, Philippa Boyens, és Peter Jackson.              | "The Message"                                                       | Firefly                        | Joss Whedon                                                                                            |
| 2004 | "Gollum's"                                                                               | N/A                                                                               | Fran Walsh, Philippa Boyens, és Peter Jackson.              | "Rosetta"                                                           | Smallville                     | Al Gough és Miles Millar                                                                               |
| 2003 | "Conversations with Dead People"                                                         | Buffy, a vámpírok réme                                                            | Jane Espenson és Drew Goddard                               | "Waiting in the Wings"                                              | Angel                          | Joss Whedon                                                                                            |
| 2003 | "Conversations with Dead People"                                                         | Buffy, a vámpírok réme                                                            | Jane Espenson és Drew Goddard                               | "Serenity"                                                          | Firefly                        | Joss Whedon                                                                                            |
| 2003 | "Conversations with Dead People"                                                         | Buffy, a vámpírok réme                                                            | Jane Espenson és Drew Goddard                               | "Carbon Creek"                                                      | Star Trek: Enterprise          | Rick Berman, Brannon Braga, Dan O'Shannon                                                              |
| 2003 | "Conversations with Dead People"                                                         | Buffy, a vámpírok réme                                                            | Jane Espenson és Drew Goddard                               | "A Night in Sickbay"                                                | Star Trek: Enterprise          | Rick Berman és Brannon Braga                                                                           |

## Lásd még
- Nebula-díjas forgatókönyvek
- Hugo-díjas forgatókönyvek

## Fordítás
- Ez a szócikk részben vagy egészben  a   Hugo_Award_for_Best_Dramatic_Presentation,_Short_Form című angol Wikipédia-szócikk fordításán alapul.  Az eredeti cikk szerkesztőit annak laptörténete sorolja fel. Ez a jelzés csupán a megfogalmazás eredetét és a szerzői jogokat jelzi, nem szolgál a cikkben szereplő információk forrásmegjelöléseként.